# Céline Haytayan
Céline Haytayan est une femme politique québécoise, élue députée de Laval-des-Rapides à l'Assemblée nationale du Québec sous la bannière de la Coalition avenir Québec lors des élections générales du 3 octobre 2022.

## Résultats électoraux
|                                                                                               | Nom                     | Parti            | Nombre de voix | %      | Maj.  |
| --------------------------------------------------------------------------------------------- | ----------------------- | ---------------- | -------------- | ------ | ----- |
|                                                                                               | Céline Haytayan         | Coalition avenir | 10 599         | 31,9 % | 1 053 |
|                                                                                               | Saul Polo (sortant)     | Libéral          | 9 546          | 28,7 % | -     |
|                                                                                               | Josée Chevalier         | Québec solidaire | 5 542          | 16,7 % | -     |
|                                                                                               | Andréanne Fiola         | Parti québécois  | 4 293          | 12,9 % | -     |
|                                                                                               | Nicolas Lussier-Clément | Conservateur     | 2 852          | 8,6 %  | -     |
|                                                                                               | Zied Damergi            | Vert             | 398            | 1,2 %  | -     |
| Total                                                                                         | Total                   | Total            | 33 230         | 100 %  |       |
| Le taux de participation lors de l'élection était de 61,5 % et 500 bulletins ont été rejetés. |                         |                  |                |        |       |